# GDF3
GDF3 (англ. Growth differentiation factor 3) – білок, який кодується однойменним геном, розташованим у людей на короткому плечі 12-ї хромосоми. Довжина поліпептидного ланцюга білка становить 364 амінокислот, а молекулярна маса — 41 387.
| 10         |  | 20         |  | 30         |  | 40         |  | 50         |
| ---------- |  | ---------- |  | ---------- |  | ---------- |  | ---------- |
| MLRFLPDLAF |  | SFLLILALGQ |  | AVQFQEYVFL |  | QFLGLDKAPS |  | PQKFQPVPYI |
| LKKIFQDREA |  | AATTGVSRDL |  | CYVKELGVRG |  | NVLRFLPDQG |  | FFLYPKKISQ |
| ASSCLQKLLY |  | FNLSAIKERE |  | QLTLAQLGLD |  | LGPNSYYNLG |  | PELELALFLV |
| QEPHVWGQTT |  | PKPGKMFVLR |  | SVPWPQGAVH |  | FNLLDVAKDW |  | NDNPRKNFGL |
| FLEILVKEDR |  | DSGVNFQPED |  | TCARLRCSLH |  | ASLLVVTLNP |  | DQCHPSRKRR |
| AAIPVPKLSC |  | KNLCHRHQLF |  | INFRDLGWHK |  | WIIAPKGFMA |  | NYCHGECPFS |
| LTISLNSSNY |  | AFMQALMHAV |  | DPEIPQAVCI |  | PTKLSPISML |  | YQDNNDNVIL |
| RHYEDMVVDE |  | CGCG       |  |            |  |            |  |            |

A: Аланін

C: Цистеїн

D: Аспарагінова кислота

E: Глутамінова кислота

F: Фенілаланін

G: Гліцин

H: Гістидин

I: Ізолейцин

K: Лізин

L: Лейцин

M: Метіонін

N: Аспарагін

P: Пролін

Q: Глутамін

R: Аргінін

S: Серин

T: Треонін

V: Валін

W: Триптофан

Кодований геном білок за функціями належить до цитокінів, факторів росту, білків розвитку. 
Локалізований у цитоплазмі.
Також секретований назовні.